# De Una Vez
 (janvier 2021).
La mise en forme du texte ne suit pas les recommandations de Wikipédia : il faut le « wikifier ».
Les points d'amélioration suivants sont les cas les plus fréquents. Le détail des points à revoir est peut-être précisé sur la page de discussion.
- Les titres sont pré-formatés par le logiciel. Ils ne sont ni en capitales, ni en gras.
- Le texte ne doit pas être écrit en capitales (les noms de famille non plus), ni en gras, ni en italique, ni en « petit »…
- Le gras n'est utilisé que pour surligner le titre de l'article dans l'introduction, une seule fois.
- L'italique est rarement utilisé : mots en langue étrangère, titres d'œuvres, noms de bateaux, etc.
- Les citations ne sont pas en italique mais en corps de texte normal. Elles sont entourées par des guillemets français : « et ».
- Les listes à puces sont à éviter, des paragraphes rédigés étant largement préférés. Les tableaux sont à réserver à la présentation de données structurées (résultats, etc.).
- Les appels de note de bas de page (petits chiffres en exposant, introduits par l'outil «  Source ») sont à placer entre la fin de phrase et le point final[comme ça].
- Les liens internes (vers d'autres articles de Wikipédia) sont à choisir avec parcimonie. Créez des liens vers des articles approfondissant le sujet. Les termes génériques sans rapport avec le sujet sont à éviter, ainsi que les répétitions de liens vers un même terme.
- Les liens externes sont à placer uniquement dans une section « Liens externes », à la fin de l'article. Ces liens sont à choisir avec parcimonie suivant les règles définies. Si un lien sert de source à l'article, son insertion dans le texte est à faire par les notes de bas de page.
- La présentation des références doit suivre les conventions bibliographiques. Il est recommandé d'utiliser les modèles {{Ouvrage}}, {{Chapitre}}, {{Article}}, {{Lien web}} et/ou {{Bibliographie}}. Le mode d'édition visuel peut mettre en forme automatiquement les références.
- Insérer une infobox (cadre d'informations à droite) n'est pas obligatoire pour parachever la mise en page.

Pour une aide détaillée, merci de consulter Aide:Wikification.
Si vous pensez que ces points ont été résolus, vous pouvez retirer ce bandeau et améliorer la mise en forme d'un autre article.
 (janvier 2021).
Singles de Selena Gomez
Ice Cream
(2020) Baila Conmigo
(2021)
Clip vidéo
[vidéo] « De Una Vez », sur YouTube
De Una Vez est un single enregistré par la chanteuse américaine Selena Gomez. Il est sorti le 15 janvier 2021 sous le label Interscope Records. Il s'agit du premier single de son quatrième album studio,. Revenant à ses racines mexicaines, De Una Vez marque le premier single de Gomez en langue espagnole, avec une production de Tainy, Albert Hype et Jota Rosa. C'est une chanson pop rythmée avec des éléments urbains ayant pour thèmes l'amour, l'estime de soi, la croissance émotionnelle et l'autonomisation.
Selena Gomez a décrit la chanson comme un "bel hymne d'amour". Le clip officiel de De Una Vez, « Disponible », sur YouTube, est sorti en même temps que la chanson. Fortement inspirée par sa culture latino-américaine, la vidéo mystique adapte le style artistique du réalisme magique et dépeint Gomez avec un cœur lumineux ressemblant au Sacré-Cœur, relatant son évolution personnelle et sa guérison de la maladie du lupus.

## Sortie et composition
« You know what's funny, is I actually think I sing better in Spanish. That was something I discovered. It was a lot of work, and look, you cannot mispronounce anything. It is something that needed to be precise, and needed to be respected by the audience I'm going to release this for. Of course I want everyone to enjoy the music, but I am targeting my fan base. I'm targeting my heritage, and I couldn't be more excited. »
— Selena Gomez, (en) MCKENNA AIELLO, KAITLIN REILLY, « Listen to Selena Gomez’s Romantic Spanish-Language Song “De Una Vez” », sur Eonline, 2021 (consulté le 16 janvier 2021).

« Tu sais ce qui est drôle, c'est que je pense en fait que je chante mieux en espagnol. C'est quelque chose que j'ai découvert. C'était beaucoup de travail, et regardez, vous ne pouvez rien dire de mal. C'est quelque chose qui devait être précis, et qui devait être respecté par le public pour lequel je vais publier ça. Bien sûr, je veux que tout le monde apprécie la musique, mais je cible ma base de fans. Je cible mon héritage et je ne pourrais pas être plus enthousiaste. »
— (en) MCKENNA AIELLO, KAITLIN REILLY, « Listen to Selena Gomez’s Romantic Spanish-Language Song “De Una Vez” », sur Eonline, 2021 (consulté le 16 janvier 2021).
En décembre 2020, Selena Gomez a déclaré qu'elle avait « tout un petit navire de bonnes choses à venir », et Billboard a déclaré que cela « pourrait inclure un projet en espagnol ». Diverses peintures murales ont été repérées au Mexique, indiquant les titres des chansons De Una Vez et Baila Conmigo, générant des spéculations parmi les fans et les médias traditionnels que Selena Gomez publierait bientôt de la musique latine. 
Le 14 janvier 2021, Selena Gomez a annoncé la sortie de De Una Vez prévue pour une heure du matin. Plus tard dans la journée, elle a cité un tweet datant de janvier 2011 faisant référence à un album en langue espagnole qui n'a jamais été publié, déclarant : « Je pense que ça vaudra la peine d'attendre », qui est exactement une décennie depuis le tweet. De Una Vez est le premier single officiel espagnol de Selena Gomez et le deuxième single après la version espagnole de A Year Without Rain (2010), intitulé Un Año Sin Lluvia, par son ancien groupe Selena Gomez and The Scene. C'est sa première réalisation espagnole depuis Taki Taki (2018) avec DJ Snake, Ozuna et Cardi B, et sa première incursion en solo depuis le morceau "Más" de son album de compilation de 2014, For You. La chanson dure deux minutes et 36 secondes, et est le premier single de son prochain album studio en espagnol. 
De Una Vez est une chanson pop rythmique avec des éléments urbains. Il aborde le thème de la guérison personnelle de Selena Gomez, de l'amour, de l'autonomisation, du pardon et de la force d'avancer, loin du passé. Il a été produit par Tainy, Albert Hype et Jota Rosa.

## Clip vidéo
Le clip officiel de De Una Vez, réalisé par Los Pérez, produit par Caviar Los Angeles et post produit par EIGHTY4 a été créé le 14 janvier 2021, parallèlement à la sortie de la chanson. Il a reçu des éloges de la critique pour ses visuels et ses symbolismes. 

### Synopsis
Dans la vidéo, Gomez traverse de nombreuses pièces d'une maison mystique, décrivant sa croissance créative et personnelle à l'aide de métaphores qui reflètent son évolution. Elle passe d'une chambre décorée de plantes fertiles et de rêves, à une pièce éclairée par des lampes, puis une cuisine, et une pièce avec des disques vinyle en lévitation et des instruments de musique. Tout au long de la vidéo, Gomez porte un cœur de cristal brillant sur sa poitrine (un objet similaire au Sacré Cœur), représentant sa résilience, tandis qu'elle chante les paroles de la chanson centrées sur l'amour et la guérison. La vidéo se termine par les mots «Baila Conmigo…» (traduits «Danse avec moi…»), qui pourraient être un indice pour une chanson à venir.

### Direction et production
Alors que De Una Vez conduit Gomez dans une nouvelle phase de sa carrière musicale, elle voulait que les visuels de la chanson aient un impact sur les téléspectateurs, gérés par des réalisateurs capables de se connecter profondément au matériau. Elle a déclaré : « Si je me plongeais complètement dans un projet inspiré de la culture latine, je voulais travailler avec des créateurs hispanophones ». En raison de la pandémie de COVID-19 et des restrictions de voyage qui l'accompagnent, la vidéo a été tournée à distance. Les réalisateurs n'ont pas pu se rendre à Los Angeles pour tourner la vidéo et ont été liés au lieu de tournage via un ordinateur portable. La vidéo entière a été filmée la nuit, en un seul plan avec des coupures cachées.

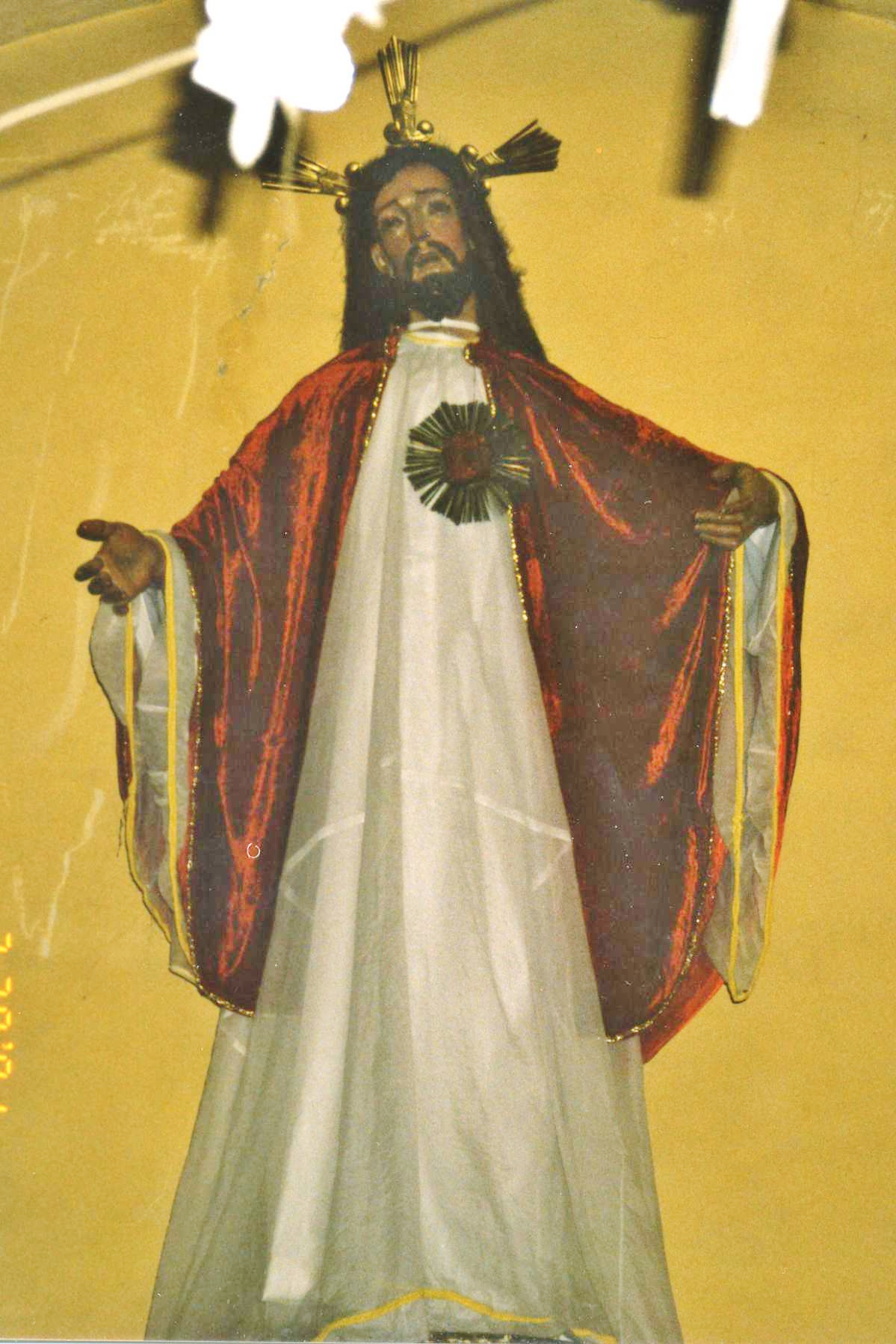
Le clip et la pochette de De Una Vez représentent Gomez avec un Sacré-Cœur sur sa poitrine, un motif religieux populaire dans la culture mexicaine et dans l'art.

Le clip et la pochette de De Una Vez représentent Gomez avec un Sacré-Cœur sur la poitrine, un motif religieux populaire dans l'art et la culture mexicaine.
Gomez a collaboré avec Los Pérez, un duo composé de la réalisatrice mexicaine Tania Verduzco et du réalisateur espagnol Adrián Pérez - un couple marié qui a travaillé sur des publicités commerciales comme pour Pepsi et Candy Crush Saga. Voulant créer un voyage émotionnel avec la vidéo, Verduzco a expliqué qu'ils « pensaient que la chanson avait un message sincère et personnel, plus de la femme que de l'artiste. Nous avons dû mettre cela en lumière [parce que] c'est une chanson sur une femme mature guérissant une blessure, abandonnant le passé et entrant dans un nouveau chapitre ». Pour canaliser cette idée, Gomez et Los Pérez se sont penchés sur les écrivains latino-américains populaires Isabel Allende, Gabriel García Márquez et Laura Esquivel, dont les œuvres littéraires se sont plongées dans des concepts surnaturels de réalisme magique, un genre d'art qui mêle les problèmes du monde réel à des éléments de fantaisie. Gomez a également insufflé des références culturelles mexicaines dans la vidéo, comme le Sacré-Cœur, un symbole étroitement lié à l'art populaire mexicain. L'équipe a conçu le cœur basé sur un Milagro, un charme folklorique chrétien, pour symboliser le thème de guérison de la vidéo.
La robe de Selena pour la vidéo suit un « motif botanique », qui représente la croissance émotionnelle. Habillée par Shirley Kurata, Gomez porte une robe Rodarte à fleurs rose tendre, avec un col en V, des manches bouffantes et des imprimés marguerites roses, blanches et jaunes. Le cœur de cristal est épinglé au centre de la robe. Ses cheveux ondulés sont ornés d'accessoires de fleurs inspirés de Frida Kahlo en soie, associés à des boucles d'oreilles en opale à plumes de la designer mexicaine Daniela Villegas. Le maquillage de Gomez est resté doux, romantique et féminin, en utilisant sa propre ligne de maquillage Rare Beauty, en collaboration avec la maquilleuse de longue date Melissa Murdick. Murdick a été inspiré par les images des défilés du printemps 2014 Dolce & Gabbana et des défilés printemps 2016 d'Alexander McQueen pour le look de Selena Gomez.

## Crédits et personnel
Crédits adaptés de YouTube.

### Musiciens
- Selena Gomez - chant, composition
- Tainy - composition, production, programmation
- Jota Rosa - production, programmation
- Albert Hype - production, programmation
- Neon16 - production
- Abner Cordero Boria - composition de chansons
- Christopher Carballo Ramos - composition de chansons
- Andrea Magiamarchi - composition de chansons
- Alejandro Borrero - composition de chansons
- Ivanni Rodríguez - composition de chansons

### Équipe Technique
- Serban Ghenea - mixage, personnel de studio
- John Hanes - ingénieur mix, personnel de studio
- John Janick - A&R, personnel du studio, coordination de la production
- Sam Riback - A&R, personnel du studio, coordination de la production
- Vanessa Angiuli - A&R, personnel du studio, coordination de la production
- Lex Borrero - A&R, personnel du studio, coordination de la production
- Ivanni Rodríguez - A&R, personnel du studio, coordination de la production
- Aleen Keshishian - personnel du studio, coordination de la production
- Zack Morgenroth - personnel du studio, coordination de la production
- Bart Schoudel - production vocale, ingénierie, personnel de studio
- Chris Gehringer - ingénieur principal, personnel de studio
- Angelo Carretta - ingénierie, personnel du studio

## Performances commerciales
- De Una Vez devient la première chanson exclusivement en Espagnol par une artiste féminine à atteindre la première place du classement Worldwide iTunes Songs[6].
- La chanson se place première du classement Billboard Latin Digital Song Sales[7] pendant plusieurs jours.

## Charts

### Charts hebdomadaires
| Chart (2021)                   | Position la plus haute |
| ------------------------------ | ---------------------- |
| Ireland (IRMA)                 | 100                    |
| New Zealand Hot Singles (RMNZ) | 16                     |

## Historique des versions
| Pays   | Date            | Format                       | Label        | Réf.   |
| ------ | --------------- | ---------------------------- | ------------ | ------ |
| Divers | 14 janvier 2021 | - Téléchargement - Streaming | - Interscope | [ 10 ] |